# La chiesa della solitudine
La chiesa della solitudine è un romanzo di Grazia Deledda, pubblicato nel 1936, anno della morte dell'autrice.

## Trama
A ventotto anni, la protagonista è ritenuta non più giovane, sia in senso medico, sia per la mentalità del luogo natio. Tutti, tranne forse la madre, ignorano i motivi che hanno trattenuto Maria Concezione all'ospedale; sapendola reduce da una malattia, vicini e amici si precipitano a farle visita. Lei invece desidera soltanto appartarsi in raccoglimento nella chiesetta adiacente alla sua piccola casa, dove l'indomani don Serafino, giovane e spiritualissimo sacerdote, celebrerà la festa dell'Immacolata Concezione.
Ma una ragione più grave spinge la donna a chiudersi in sé: quando arrivano le persone amiche, hanno sempre uno o due giovani da proporle per un matrimonio. Felice Giordano perora la causa dei suoi nipoti Pietro e Paolo, fratelli minori di don Serafino; un'amica generosa, Maria Giuseppa Alivia, stravede per un nipote ritardato (Costante) ed è convinta che Maria Concezione ne farà quel che vuole. In questo discorrere non manca l'asserzione che la donna abbia un bel gruzzoletto, lasciato in eredità dal padre. Al di là dell'indelicatezza di questi amici, c'è il dramma più profondo che essi ignorano, l'impossibilità sentita da Maria Concezione di non poter essere una sposa e una madre.
Lo stato imposto dalle condizioni di Maria Concezione vale anche per l'unico giovane che lei ha velatamente mostrato di apprezzare: si tratta di Aroldo Aroldi, venuto dal Piemonte per lavorare come operaio alla costruzione di strade. Di vari anni più giovane di lei, reso ancor più fragile dalla condizione di orfano e illegittimo, il ragazzo è allontanato da Concezione con stima, ma anche con fermezza. Lei non vuole impegnarlo, né illuderlo. Per quanto riguarda gli altri giovani, ci pensa don Serafino ad imporre che non infastidiscano oltre la povera Concezione, ma con Costante e Aroldo è una faccenda più seria.
Aroldo si è piazzato su un'altura, da cui vede la casa di Maria Concezione e la chiesetta. Rimane lì a lungo e si addormenta sotto la pioggia, poi scompare. Dal canto suo, Costante minaccia di spararsi se non può ottenere Maria e, quando persino i carabinieri cercano Aroldo, Costante si vanta di essere stato lui a togliere di mezzo il rivale. Tutta la storia è incredibile, ma il maresciallo dei Carabinieri don Calogero fa il suo dovere e interroga Maria Concezione. Il bandolo della matassa (e sembra che lo sappiano tutti) è nelle mani di una donna del paese, Maria Pasqua, sorella naturale di Maria Concezione. Si crede che questa donna, che molti sospettano fare una vita poco onesta, abbia fatto sparire Aroldo per odio verso Concezione.
Pressata da ogni parte e inorridita per i sospetti che gravano su Maria Pasqua, Concezione si rivolge a don Serafino, il quale, essendosi aggravato, ormai giace nel letto aspettando la morte. Il giovane prete ha parole di grande conforto per Maria Concezione e la esorta a spiegarsi con Aroldo, l'unico che la vorrebbe per se stessa. Aroldo è stato malato in casa di Maria Pasqua, dopo l'acquazzone che si era preso sul monte, ma in seguito, compreso il carattere di quella donna, se ne era emancipato e ora stava in segreto da don Serafino. Viene chiamato e con lui Maria Concezione raggiunge la propria casa.
I due si dicono le cose più belle che tengono dentro: lei parla di un amore puro e altruista, che sappia andare al di là di una unione carnale; lui dice che è cambiato, che vuole essere un uomo e lavorare sotto gli occhi di tutti, senza sentirsi vittima delle maldicenze. E promette a Maria Concezione un amore disinteressato, con l'assicurazione di sempre esserci per lei, quale sia la cosa che decide. Placati, i due si lasciano. Maria ha però imparato a riconoscere in sé il morso dell'amore che vuole impadronirsi dell'altro, godere di lui, ha scoperto la pienezza della passione, cui deve per forza rinunciare.
Ma molti altri sentimenti sono in lei purificati, per primo il terrore irrazionale verso Maria Pasqua, mutatosi in compassione. Tornata dalla madre, le racconta l'indispensabile e poi, con una statuetta della Madonna, regalo della zia di Costante (che sta per essere prosciolto da ogni accusa) si avvia alla nuda chiesetta, pensando alle parole di Aroldo: «i tuoi occhi, nel buio, erano luminosi, tanto che il pagliaio pareva rischiarato dal sole».

## Personaggi
- Maria Concezione, 28 anni, protagonista del romanzo. Vive con la madre in una piccola casa, collegata a una chiesa spoglia. La chiesa è stata fatta costruire dagli antenati paterni della donna, in espiazione al loro modo di vivere violento e fuorilegge.
- Maria Giustina, è la madre di Concezione e con la figlia vivono molto modestamente, cucendo biancheria e camicie da uomo.
- Aroldo Aroldi, assai più giovane di Maria Concezione, è innamorato di lei. Proviene dal Piemonte e fa parte degli operai adibiti a costruire strade nella zona. Ha perso da tempo la madre e non ha altri parenti, essendo figlio illegittimo.
- Felice Giordano, anziano vicino di Concezione e Giustina, viene in casa per far conoscere i suoi nipoti, nell'intenzione di combinare un matrimonio.
- Pietro e Paolo Giordano, nipoti di Felice, sono molto immaturi e selvatici per la loro età; inoltre agiscono sempre insieme.
- Serafino Giordano, il fratello maggiore di Pietro e Paolo, sacerdote malato di tubercolosi: è l'unico a tenere in soggezione i fratelli e gode inoltre delle poche confidenze di Concezione.
- Maria Giuseppa Alivia, bizzarra amica di famiglia, spera di far sposare suo nipote con Concezione e perciò la riempie di regali e cose buone. Ricca e litigiosa, passa tutto il tempo a litigare con i vicini e citarli in tribunale. Non ama i suoi parenti, né quelli del marito,  convinta che vogliano solo il suo patrimonio.
- Costante Alivia, figlio illegittimo del fratello di Maria Giuseppa, bellissimo e anche ben vestito dalla zia, che per lui stravede, ma affetto da un ritardo mentale di cui la donna vorrebbe minimizzare la gravità.
- Don Calogero, brigadiere dei Carabinieri.
- Maria Pasqua, sorellastra illegittima di Maria Concezione, hanno il padre in comune. Maggiore di vari anni, Maria Pasqua fa una vita dissoluta in paese e non ha rapporto alcuno con la famiglia del defunto padre, che anzi detesta profondamente.

## Edizioni
- La chiesa della solitudine: romanzo, Fratelli Treves, Milano 1936
- La chiesa della solitudine, A. mondadori, Milano 1956
- La chiesa della solitudine, introduzione di Vittorio Spinazzola, Mondadori, Milano 1978
- Dieci romanzi; Il tesoro; Naufraghi in porto; Nostalgie; Sino al confine; L'incendio nell'oliveto; Il segreto dell'uomo solitario; La danza della collana; Il paese del vento; La chiesa della solitudine: La via del male, a cura di Anna Dolfi, Grandi tascabili economici Newton, Roma 1994
- La chiesa della solitudine, introduzione di Vittorio Spinazzola; postfazione di E. Ann Matter, A. Mondadori, Milano 1999
- La chiesa della solitudine, prodotto in braille dalla coop. sociale "A prima vista", Cagliari [2002?]
- La chiesa della solitudine, L'Unione Sarda, Cagliari 2003
- La chiesa della solitudine, Il maestrale, Nuoro ©2007
- La chiesa della solitudine, prefazione di Giovanna Cerina, Ilisso, Nuoro 2008
- La chiesa della solitudine, Marco Valerio editore, Torino 2010
- La chiesa della solitudine, Edizioni Clandestine, Massa (MS) 2017